# UCI Nations’ Cup U23
Der UCI Nations’ Cup U23 (U23-Nationencup) ist eine seit 2007 vom Weltradsportverband UCI veranstaltete Serie von Eintages- und Etappenrennen im Straßenradsport für Männer U23. Bei den Rennen werden jeweils aufgrund der Platzierungen der Fahrer Punkte vergeben, die in eine Gesamtwertung der Verbände einfließen.
Startberechtigt bei allen Rennen des Rad-Nationencups der Männer U23 sind insbesondere Nationalmannschaften. Bis Juli eines jeden Jahres sind 26 Nationalteams entsprechend der Reihenfolge der U23-Finalwertungen der UCI Continental Circuits des Vorjahres einzuladen: der erste Verband der UCI Africa Tour, die ersten drei der UCI America Tour, jeweils die beiden ersten der UCI Asia Tour und UCI Oceania Tour sowie die ersten 18 der UCI Europe Tour. Für Wettbewerbe ab Juli sind die ersten 15 Verbände der laufenden Wertung des UCI Nations’ Cup U23 einzuladen. Daneben können gemischte Mannschaften, regionale und Vereinsteams einzuladen.

## Gesamtwertung
Mit der Gesamtwertung des UCI Nations’ Cup U23 wird das Ranking der nationalen Verbände ermittelt. Sie basiert auf unterschiedlichen Punktevergaben bei jedem einzelnen Rennen nach dem Gesamtergebnis. Dabei wird bei jedem Rennen immer nur das Ergebnis desjenigen Fahrers eines Verbands in die Gesamtwertung übernommen, der die meisten Punkte in dem Rennen erzielt hat.
Es gelten folgende Punktskalen:
- Eintagesrennen: 20, 17, 15, 13, 11, 10 … 1 Punkte für die ersten 15 Fahrer
- Etappenrennen:  30, 25, 20, 17, 16, 15 … 1 Punkte für die ersten 20 Fahrer der Gesamtwertung zuzüglich 3, 2 und 1 Punkte für die ersten drei jeder Etappe

Neben den eigentlichen UCI-Nations’-Cup-U23-Wettbewerben werden nach folgender Skala Punkte vergeben bei den kontinentalen Meisterschaften, sowohl für das Straßenrennen, wie auch für das Einzelzeitfahren:
- Europa: 10, 8, 6, 5 … 1 Punkte für die ersten 8
- andere Kontinente: 8, 5, 3 und 1 Punkte

Ab der Saison 2021 fließen auch die U23-Rennen der UCI-Straßen-Weltmeisterschaften in die Gesamtwertung ein:
- Straßenrennen: 50, 35, 30, 25 … 1 Punkte für die ersten 20
- Einzelzeitfahren: 30, 25, 20, 15 … 1 Punkte für die ersten 15

## Sieger
- 2007  Slowenien
- 2008  Portugal
- 2009  Frankreich
- 2010  Slowenien
- 2011  Frankreich
- 2012  Frankreich
- 2013  Frankreich
- 2013  Frankreich
- 2014  Belgien
- 2015  Italien
- 2016  Frankreich
- 2017  Dänemark
- 2018  Slowenien
- 2019  Norwegen
- 2020  Niederlande
- 2021  Italien